# Metrosexualitate
Metrosexualitatea, un termen inventat de jurnalistul britanic Mark Simpson, se referă la o subcultură a bărbaților de orice orientare sexuală care au un simț estetic puternic și sunt preocupați de aparența lor, mai ales în domeniul modei.
Metrosexualitatea ca identitate bărbătească a devenit din ce în ce mai pronunțată în anii 1990 și anii 2000, și poate fi văzută ca o împotrivire la rolul de gen stereotip și tradițional masculin.
Termenul "metrosexual" este format din cuvintele "metro", de la cuvântul "metropolitan" (urban) și "sexual". Deși seamănă cu termene precum "homosexual", "bisexual" și "heterosexual", care se referă la orientări sexuale, termenul metrosexual nu are nimic în comun cu orientarea sexuală.